# Sengenthal
Sengenthal település Németországban, azon belül Bajorországban. Lakosainak száma 4112 fő (2023. december 31.). Sengenthal Neumarkt in der Oberpfalz, Berngau és Deining községekkel határos.

## Népesség
A település népessége az elmúlt években az alábbi módon változott:
| Lakosok száma | 199  | 424  | 1510 | 1971 | 2948 | 3277 | 3593 | 3591 | 3907 | 4112 |
|               | 1875 | 1950 | 1975 | 1987 | 2012 | 2014 | 2016 | 2017 | 2021 | 2023 |